# Dayton, Ohio
Dayton este un oraș în comitatul Montgomery, statul Ohio. El este amplasat la altitudinea de 255 m deasupra n.m. ocupă o suprafață de 147,0 km², din care 56 km² este uscat și la recensământul din 2006 orașul avea 156.771 loc. iar ca metropolă 1.073.513 loc. Dayton se află situat central în vestul statului Ohio pe valea Great Miami River, la nord de Cincinnati, la sud de Toledo, și la vest de Columbus. După inundația din 1913 Great Miami River a fost canalizat. În oraș se află mai multe muzee, arene sportive ca și universitățile "Wright State University" și "University of Dayton".

## Istoric
Localitatea a fost întemeiată în anul 1796 de căpitanul Jonathan Dayton, care a luptat în Războiul de Independență al Statelor Unite ale Americii.

## Personalități născute aici
- Frații Wright (Orville, 1871 - 1948 și Wilbur, 1867 - 1912), inventatorii primului avion din lume;
- Natalie Clifford Barney⁠(en)[traduceți] (1876 – 1972), scriitoare;
- Jonathan Winters (1925 - 2013), actor;
- Bill Mackey (1927 - 1951), pilot de curse;
- Sam Hall (1937 - 2014), politician, sportiv;
- Martin Sheen (n. 1940), actor;
- Walter Morrison (1954 - 2017), muzician;
- J. Paul Boehmer⁠(en)[traduceți] (n. 1965), actor;
- Chris Hero (m. 1979), wrestler.

## Orașe înfrățite
- Augsburg, (Germania)
- Belgrad, (Serbia)
- Sarajevo, (Bosnia și Herțegovina)